# 김창호 (탁구 선수)
김창호(?~)는 조선민주주의인민공화국의 탁구 선수로, 1967년 세계 탁구 선수권 대회 남자 단체전에서 은메달을 획득했다.